# Minaret (tidskrift)
Minaret: tidskrift för svensk muslimsk kultur är en idé- och kulturtidskrift som grundades 2001 och lades ned 2008. Tidskriften hade en något oregelbunden utgivning. Enligt planen skulle den komma ut kvartalsvis, men vissa nummer var dubbelnummer, och 2005 kom den inte ut alls.
Enligt Libris-katalogen utgavs tidskriften under hela sin verksamhetstid av Svenska islamiska akademien med adress Årsta (Stockholm). Enligt en annan uppgift varSvenska Islamiska Samfundet utgivare under åren 2001–2004.[källa behövs]
Vid nystarten 2006 blev den svenske poeten Mohamad Omar chefredaktör. Tidskriften lades ned 2008 efter en konflikt knuten till Omars politiska ståndpunktstaganden, som ansågs strida mot tidskriftens program som politiskt obunden och neutral. Omars motpart var den ansvarige utgivaren Abdalhaqq Kielan.
Under sin korta utgivningstid hade Minaret bidragsgivare som Kurt Almqvist, Mohammed Knut Bernström, Gustaf Björck, Bo Cavefors, Bo Gustavsson, Jan Hjärpe, Nadia Jebril, Sigrid Kahle, Ingemar Leckius, Tage Lindbom, Torbjörn Säfve och Bo Werne.

## Salaam
Minaret hade en föregångare i tidskriften Salaam, vilken gavs ut 1986–2000 av Islamiska informationsföreningen i Stockholm. Salaam: islamisk tidskrift skrevs till stor del av svenska kvinnliga konvertiter.